# لوتار رندولیک
لوتار رندولیک (به آلمانی: Lothar Rendulic) (زاده ۲۳ نوامبر ۱۸۸۷ – مرگ ۱۸ ژانویه ۱۹۷۱) یک ژنرال آلمانی در دوره رایش سوم و از ۱۴ اوت ۱۹۴۳ تا ۲۴ ژوئن ۱۹۴۴ فرمانده لشکر دوم زرهی آلمان بود.